# Antoine Dubois
Pour les articles homonymes, voir Dubois et Antoine Dubois (homonymie).
Compléments
Chevalier de la Légion d'honneur en 1811, officier en 1831
Antoine Dubois, baron Dubois et de l'Empire, né le 19 juin 1756 à Gramat, près de Cahors (Quercy), mort le 30 mars 1837 à Paris, est un chirurgien français qui fut choisi pour accoucher l'impératrice Marie Louise, lors de la naissance du roi de Rome en 1811. Il prit part à l'expédition d'Égypte.

## Biographie
Antoine Dubois est le fils de Marc Antoine Dubois (1721-1772) fonctionnaire de l'administration royale qui servit comme receveur des domaines du roi à Gramat. La famille d'Antoine Dubois est pourtant originaire de Paris où son père est né en 1721. Son grand-père est qualifié de Bourgeois de Paris.
La mort de son père l'oblige à quitter le collège de Cahors avec un diplôme d'études secondaires et à travailler pendant quelques années chez un clerc de notaire pour subvenir aux besoins de sa mère et de ses sœurs et il ne put donc s'installer à Paris qu'en 1776.Très vite il intègre en qualité d'élève et de surveillant le Collège des Quatre-Nations, obtient l'équivalent du baccalauréat puis entreprend des études de médecine et de chirurgie et acquiert sa maîtrise en chirurgie et soutient sa thèse de doctorat.
En août 1789, il est membre de Académie royale de chirurgie
En 1790, il est nommé professeur adjoint au Collège de Chirurgie de dissection et d'opération (actuelle école de médecine)
Pour effectuer ses démonstrations devant les étudiants il devait récupérer des cadavres qu'il fut amené à récupérer dans les cimetières 
En 1791, il prend le poste de Sue atteint par la limite d’âge et devient professeur d’anatomie à l’École royale de chirurgie
Le 4 décembre 1792, il épouse à Paris Marguerite Gautier (1766-1797), d'où trois enfants.
Pendant la Révolution, la loi de l'Assemblée législative du 18 août 1792 supprime la Faculté de Médecine et l'Académie de chirurgie, à l'instar des sociétés savantes. Dubois qui voit sa situation financière se dégrader, se rapproche de Danton et obtient le 30 ventôse An 2 (20 mars 1794) le poste de chirurgien major de l'armée des Pyrénées Orientales, qu'il occupe deux ans à l'hôpital militaire de Perpignan.
Le 13 floréal An 2, il est nommé par décret membre de la commission de santé
Le 26 frimaire An 3 (16 décembre 1794), il est nommé par la commission d'instruction publique à la place de professeur pour l'enseignement de l'anatomie et de la physiologie à l'École de Santé
Le 4 frimaire An 6 (24 novembre 1797), il est nommé chirurgien à la 33e Brigade
Accompagné de son fils ainé Isidore né en 1782 d'un premier mariage (mais qui médecin décèdera avant ses 30 ans), le 30 germinal An 6 (19 avril 1798), il embarque à Toulon pour expédition d’Égypte, sur le navire amiral L'Orient. Bonaparte l'a nommé responsable des sciences médicales au sein de l’équipe scientifique et il commande aux 108 chirurgiens de l’expédition.
Après la prise du Caire, il est fait membre de l’Institut d’Égypte dans la section de physique, le 22 août 1798.
À cause de problèmes de santé (calculs vésicaux), il obtient de Bonaparte la permission de rentrer en France le 13 vendémiaire An 7 (4 octobre 1798). Il est rapatrié en France en compagnie de Louis Bonaparte le 8 février 1799 à la suite d'une dysenterie aiguë.
Débarqué à Ajaccio, il soigne Maria-Letizia Ramolino, la mère du Général Bonaparte.
De retour à Paris, il retourne à ses occupations d’avant : Professeur à l’École de santé, il est investi de la fonction de chirurgien de la 33e brigade de la Garde nationale.
Veuf de ses 2 premières femmes, il épouse en novembre 1799 à Paris Clémentine Olivier de Corancez (1775-1810), sœur d'un de ses compagnons de la Campagne d'Égypte Louis Alexandre de Corancez.
Il divorcera en 1801 malgré la naissance de leur fille Clémentine
Le 12 floréal An 12 (2 mai 1804), il devient le chirurgien en chef de l’hospice des malades au faubourg Saint-Denis, actuel hôpital Fernand-Widal. Il est tellement apprécié des Parisiens, que cet endroit prendra le surnom de Maison de santé du docteur Dubois jusqu'en 1959.Balzac citera plusieurs fois dans ses ouvrages cet établissement ainsi dénommé comme une référence de sérieux

## Chirurgien consultant de l'Empereur et médecin accoucheur de l'Impératrice
Le 26 mai 1808, il est nommé chirurgien consultant de S.M. l'Empereur.
Puis, il est choisi en mars 1811 pour accoucher l'impératrice Marie-Louise d'Autriche, du roi de Rome.
Cette naissance est un tel évènement pour l'avenir de l'Empire que Dubois est couvert d'honneur par les souverains.
- Il reçoit une gratification de 100 000 francs assortis d’émoluments de 15 000 francs prévus pour son intervention.
- L’empereur l’élève au rang de chevalier de la Légion d’honneur en avril 1811.
- Il reçoit le titre de noblesse de baron de l'Empire par lettres patentes du 23 avril 1812, assorti d’une rente de 9 000 francs.

Il se remaria en 1814 mais perdit cette 4e femme 2 ans après.

## Héraldique
Les armes du baron Dubois (1756-1837) sont constituées de meubles héraldiques qui font référence aux évènements de la vie de ce serviteur de l'Empire : coupé : au I, parti de sinople à une fleur de lotus d'argent et du quartier des Barons Officiers de la Maison de l'Empereur ; au II, d'or à la louve au naturel allaitant un enfant de carnation, le tout soutenu d'une terrasse de sinople.
Le quartier de gueules au portique ouvert à deux colonnes surmontées d’un fronton d’argent, accompagné des lettres initiales D. A. (Domus Altissima) correspond au quartier des barons officiers de la Maison de l'Empereur.
La fleur de lotus évoque, la participation de Dubois à l’expédition d’Égypte et son appartenance à l'Institut d'Égypte. La louve allaitante est bien entendu le symbole de Rome depuis l'Antiquité, mais ici le roi de Rome, que Dubois a mis au monde, remplace les célèbres jumeaux Romulus et Remus.

## Postérité
Sous la Restauration, Dubois fut nommé en 1820 professeur de clinique à la Faculté de Paris. Il est destitué en 1822, mais réintégré en 1829. Il est au nombre des médecins appelé au chevet du duc de Berry mortellement blessé dans un attentat en février 1820. En 1830, il devient le doyen de la Faculté de Médecine, et le 1er mai 1831 il est élevé par Louis-Philippe Ier au rang d’officier dans l’Ordre de la Légion d’Honneur. Il remplit une dernière mission officielle en mai 1833.
il reçut plusieurs fois à sa table Balzac dont la maitresse Mme de Berny était l'amie de sa fille ainée Anne Félicité Naudin ; à cette occasion il lui conseillait de ralentir son rythme de travail
Lors de l’accouchement de la duchesse de Berry emprisonnée à la citadelle de Blaye, il est dépêché par maréchal Bugeaud à la demande du roi Louis-Philippe. L’histoire rapporte que la princesse, qui ne souhaitait pas la présence de Dubois, lui reprochant de ne pas avoir sauvé la vie du duc de Berry en 1820, aurait exigé qu’il suive l’accouchement caché de sa vue derrière un paravent,.
Dubois remplit jusqu’à sa mort ses fonctions de médecin dans les hospices de Paris. Il a laissé peu d’écrits, aucun ouvrage, seulement quelques articles dans le Dictionnaire des sciences médicales. On le regarde dans cette encyclopédie comme le plus remarquable chirurgien de son temps. On lui doit le perfectionnement d’instruments de chirurgie comme le forceps. Des notes anonymes prises au cours de ses consultations de l'École de Perfectionnement ont été retrouvées. Son Éloge fut prononcée à l’Académie de médecine, en 1849. Son fils Paul lui succédera comme médecin et accoucheur de l’impératrice Eugénie, et comme doyen de faculté de médecine.
Antoine a eu pour élève et ami proche le consul général et écrivain François Pouqueville. Son nom est associé à la rue qui longe les bâtiments de l’ancien couvent des Cordeliers.
Il eut de nombreux enfants et s'occupa plus particulièrement de Gabrielle d'Orbe qu'il ne put sans doute pas reconnaitre (voir livre récent d'une descendante MC Laloë).
Ses filles épousèrent pour la plupart des membres du milieu médical, Felix Cadet de Gassicourt pharmacien et maire du 4e arrondissement, Achille Richard botaniste, Guillaume Ferrus l'aliéniste fondateur de la ferme Ste Anne et Pierre Augustin Beclard physiologiste dont le fils Jules deviendra lui aussi doyen de la faculté de médecine.